# Acirsa
Genre
Acirsa est un genre de mollusques gastéropodes marins de la famille des Epitoniidae.

## Liste d'espèces
Selon World Register of Marine Species (3 juin 2024) :
- Acirsa amara Kilburn, 1985
- Acirsa antarctica (E. A. Smith, 1907)
- Acirsa borealis (Lyell, 1841)
- Acirsa cerralvoensis (DuShane, 1970)
- Acirsa coarctata (Jeffreys, 1884)
- Acirsa cookiana (Dell, 1956)
- Acirsa martensi (de Boury, 1913)
- Acirsa mcleani Sirenko, 2009
- Acirsa morsei (Yokoyama, 1926)
- Acirsa murrha (DuShane, 1970)
- Acirsa ochotensis (Middendorff, 1848)
- Acirsa pratoma (Dall, 1919)
- Acirsa sarsii Kobelt, 1903
- Acirsa subdecussata (Cantraine, 1835)
- Acirsa symphylla ((E. von Martens, 1878)